# Драгіца Правіца
Драгіца Правіца (сербохорв. Драгица Правиця / Dragica Pravica; 28 жовтня 1919, Бієлач — 27 червня 1942, Угарци) — югославська студентка, партизанка Народно-визвольної війни в Югославії, Народний герой Югославії.

## Біографія
Народилася 28 жовтня 1919 року в селі Бієлач (близько Требинє, нині Республіка Сербська, Боснія і Герцеговина). Закінчила початкову школу при монастирі Дужи та гімназію в Дубровнику в 1939 році. З ранніх років перебувала в молодіжному революційному русі, член Союзу комуністичної молоді Югославії. У 1938 році увійшла до складу місцевого комітету, в 1939 році увійшла до Требиньского районного комітету. Навчалася на філософському факультеті Белградського університету, брала участь у демонстраціях (у тому числі у великій демонстрації 14 грудня 1939 року).
З 1938 по 1941 роки Драгіца працювала в молодіжній секції об'єднання «Неретва», групі культури і мистецтва студентського товариства імені Петара Кочича, а також в акційному комітеті студентських об'єднань при університеті. З літа 1940 року член Комуністичної партії Югославії. 27 березня 1941 року після путчу повернулася в рідне село. Після окупації Югославії гітлерівцями пішла в підпілля разом зі старшим братом Раді та іншими комуністами.
В громаді Требинє Драгіца керувала політичним рухом, займалася закупівлею зброї, освітою партизанських загонів, вербуванням підлітків і жінок, а також у безпосередніх боях партизан проти окупантів. Займала посаду секретаря Требиньського районного комітету СКМЮ, з жовтня 1941 року увійшла до Східно-Герцеговинського окружного комітету СКМЮ; з квітня 1942 року його секретар. Наприкінці травня — початку червня 1942 року після уходу партизан до Західної Боснії Драгіца залишилася в Требинє за наказом партії.
Її зловили четники і кинули до в'язниці Зупца, де катували і допитували. Пізніше її видали італійцям, ті утртмували Драгіцу з 12 по 16 червня 1942 року у в'язниці «Казбек» в Дубровніку. Не добившись нічого, Драгіцу назад повернули четникам, де її знову піддали тортурам у Любомира. 27 червня 1942 року Драгіца, її брат Раді Правіца та ще один партизан Стево Братіч були розстріляні четниками в Угарцах.
Указом Президії Антифашистського віче народного визволення Югославії від 8 червня 1945 року Драгіца Правіч було нагороджено посмертно орденом і званням Народного героя Югославії.